# Jazavica
Jazavica je naselje u Republici Hrvatskoj u Sisačko-moslavačkoj županiji, u sastavu grada Novske.

## Zemljopis
Jazavica se nalazi istočno od Novske na cesti prema Okučanima, susjedna naselja su Roždanik na istoku te Voćarica na zapadu.

## Stanovništvo
Prema popisu stanovništva iz 2011. godine Jazavica je imala 398 stanovnika.
| broj stanovnika | 472   | 458   | 463   | 535   | 580   | 718   | 623   | 643   | 602   | 609   | 613   | 606   | 615   | 559   | 429   | 398   | 327   |
|                 | 1857. | 1869. | 1880. | 1890. | 1900. | 1910. | 1921. | 1931. | 1948. | 1953. | 1961. | 1971. | 1981. | 1991. | 2001. | 2011. | 2021. |